# 진원 박씨
진원 박씨(珍原朴氏)는 전라남도 장성군 진원면을 본관으로 하는 한국의 성씨이다.

## 역사
신라부터 유래된 성씨로 박진문을 시조로 섬기고있다.《진원박씨대동보(珍原朴氏大同譜)》에 의하면 진원박씨(珍原朴氏) 시조 박진문(朴進文)은 고려시대에 대장군(大將軍)을 역임하였다.
박진문의 8세손 박희중(朴熙中)은 조선 태종 때 증광문과(增廣文科)에 급제하고 지제교(知製敎)와 기주관(記注官)을 거쳐 회례사(回禮使)로 일본에 다녀왔다. 또한 김제(金堤)의 벽골제(碧骨堤)를 축조하는 데 큰 공(功)을 세워, 백성들이 제방 위에 공덕비를 세워 주었다. 또 집현전제학(集賢殿提學)으로 있으면서 청백리(淸白吏)로 녹선(錄選)되었으며, 1423년(세종 5) 예문관직제학(藝文館直提學)을 지낸 후 공신(功臣)으로 진원군(珍原君)에 봉해졌다.

## 과거 급제자
진원 박씨는 조선시대 문과 급제자 1명, 무과 급제자 3명, 사마시 27명을 배출하였다.
문과
박희종(朴熙宗)
무과
박공량(朴公亮) 박승종(朴承宗) 박태성(朴泰成)
생원시
박만부(朴萬富) 박사헌(朴士憲) 박서(朴恕) 박선철(朴宣哲) 박수천(朴守天)
박원순(朴元恂) 박윤원(朴胤原) 박정렬(朴正烈) 박준철(朴濬哲) 박찬매(朴燦玫)
박찬선(朴燦璿) 박찬영(朴燦瑛) 박호(朴瑚)
진사시
박광전(朴光前) 박균(朴囷) 박근효(朴根孝) 박대붕(朴大鵬) 박도급(朴道汲)
박봉석(朴鳳錫) 박서(朴恕) 박이의(朴而誼) 박인강(朴仁剛) 박지(朴摯)
박찬선(朴燦璿) 박천성(朴天成) 박춘수(朴春秀) 박춘장(朴春長)
박광전- 퇴계 이황과 선조대왕의 스승이자 의병군 대장이다.

## 항렬자
50世 생(生), 51世 기(基), 52世 원(原), 53世 연(衍), 간(?) 위(衛), 54世 이(而), 55世 전(前), 56世 근(根), 57世 춘(春), 58世 형(亨), 59世 만(萬), 60世 상(尙), 61世 덕(德), 62世 량(亮), 63世 원(源), 64世중(重), 65世 현(鉉), 66世 태(泰), 67世 주(柱), 68世 형(炯), 69世 재(在), 70世 용(鎔)